# Bartoszyce
Bartoszyce (în germană Bartenstein , în lituaniană Barštynas) este un oraș în Polonia.